# Podalakūr
Podalakūr är en ort i Indien.   Den ligger i distriktet Nellore och delstaten Andhra Pradesh, i den södra delen av landet, 1 600 km söder om huvudstaden New Delhi. Podalakūr ligger 59 meter över havet och antalet invånare är 20 000.
Terrängen runt Podalakūr är platt. Runt Podalakūr är det ganska tätbefolkat, med 144 invånare per kvadratkilometer. Podalakūr är det största samhället i trakten. Omgivningarna runt Podalakūr är en mosaik av jordbruksmark och naturlig växtlighet.